# Теребіжі (ботанічний заказник)
Теребі́жі — ботанічний заказник загальнодержавного значення в Україні. Розташований у Шепетівському районі Хмельницької області, на захід від села Голики.
Площа 30,3 га. Охоронний режим встановлено 1995 року (як гідрологічний заказник), сучасний статус (як ботанічний заказник) затверджено 2005 року. Підпорядковується державному підприємству «Славутське лісове господарство» (Голицьке л-во, кв. 64, вид. 8, 13, 14, 21, 27, 31, 33, 34).
В заказнику охороняється природний комплекс з чотирьох озер, розташованих між ними грив та прилеглих до водойм соснових лісів. Територія урочища — це колишня долина стоку льодовикових вод. Усі водойми перебувають на різних стадіях евтрофікації, а три з них вже почали перетворюватися на болота.

## Флора
В заказнику добре представлені такі типи рослинності як лісова, болотна, прибережно-водна, а також фрагментарно лучна. Найпоширенішими є угруповання мезотрофних боліт, зокрема асоціація пухнатоплодо-осоково-сфагнова. На цих безлісних, добре обводнених болотах зростають види з Переліку рослин, які потребують охорони у Хмельницькій області: пухівка піхвова, образки болотні, комахоїдна рослина — росичка круглолиста. 
Оліготрофним болотам притаманні ценози сосново-пухівково-сфагнової асоціації, а також угруповання пухівки піхвової на суцільному сфагновому покриві. На цих ділянках наявний розріджений деревний ярус із сосни і берези пухнастої. 
По краях найменш зарослої водойми (озеро Теребіжі) розташовані ценози евтрофних боліт. Тут можна побачити угруповання очерету, осоки омської, рогозу вузьколистого, місцями зі співдомінуванням лепешняку великого. В цих місцях зростають регіонально рідкісні рослини — ситник розчепірений і вовче тіло болотне. 
Найбільшу наукову цінність Теребіжів становить дуже рідкісна рослина — осока богемська, занесена до Червоної книги України. Це єдине зареєстроване місцезростання цього виду для усієї рівнинної частини України. До рідкісних ценозів водних плес слід віднести угруповання латаття сніжно-білого, занесені до Зеленої книги України, фрагменти угруповань, утворених червонокнижними ситником бульбистим, пухирником малим та їжачою голівкою малою, яка охороняються у Хмельницькій області. 
Лісова рослинність горбистих ділянок навколо озер, представлена переважно сосновими лісами: лишайниковими на найсухіших горбах, зеленомоховими — на некрутих схилах і плескатих вирівняних ділянках, чорницево-зеленомоховими — у невеликих зниженнях рельєфу. Найбільшу площу займають зеленомохові ліси, у яких зростають три види плаунових, занесені до Червоної книги України — дифазіаструм сплюснутий, баранець звичайний та плаун колючий.
Невеликі ділянки пустищних лук представлені угрупованням біловуса стиснутого разом з мітлицею тонкою та щучником дернистим. 
- На південний схід від заказника Теребіжі розташована пам'ятка природи загальнодержавного значення «Озеро Святе».